# Borsa nemzetség
A Borsa vagy Barsa, Borsay nemzetség ősi fészke a Sebes-Körös és Berettyó vidéke volt. A Váradi regestrum a nemzetség tagjai közül Apa, Mika, János, Domonkos Balád és Kelemen nevét említette először.

## Története, ismertebb tagjai
Egyes nézetek (Kopócs) szerint a nemzetség már a korai Árpád-korban jelentős tényező volt; birtokaik főleg Erdélyben és a Tiszántúlon terültek el.
Erdélyben az övék lehetett a nemzetség nevét viselő Kolozsborsa, továbbá Kolozsgyula, Macskás, Szentpál, a Kis-Szamos bal partján, Novaj, Mezőszentgyörgy, Mezőszentmárton és Majos a jobb parton, és közéjük esnek a királyi várbirtokok, mint Pata, Szovát valamint a telepített katonaelemre utaló Mezőőr és Mezőkeszü.
A 13. század második felében Bihar vármegyében is jelentős birtokokhoz jutottak Tenkeszéplakon és Feketegyörösön. A nemzetség 1321 évi osztozkodásakor Feketegyörös (Gyres) Apa fiainak jutott.
A nemzetség bölcsőjének a Csökmő és a Füzes-Gyarmat közti Barsa-pusztát tartották, amely a fennmaradt oklevelek szerint 1220-ban bizonyosan az ő birtokuk volt, és a Váradi regestrum szerint ekkor már Békés vármegyében is voltak földjeik.

### Borsa Demeter utódai
A tatárjárás után Borsa Barnabás fiai: I. Tamás és Borsa I. János tűnt fel e nemzetségben. 1278-ban IV. László a Tiszántúlra látogatott, és váradi országgyűlésen tanúkihallgatást rendelt el egy birtokháborítási perben (Wenzel - i. m. XII. 251.), majd 1279. januárban Kányi Tamás birtokait (Orosz helység, püspökmáli szőlő) kárpótlásul Barnabás fiainak, Tamásnak és Jánosnak, továbbá Tamás I. Loránd (Roland) és I. János  nevű fiainak. E birtokokat a Barsák 1284-ben Dés mesternek és testvérének engedték át.
1. Borsa I. János utódai nem futottak be olyan nagyívű karriert, mint testvérének fiai. Egy 1279-es oklevélből ismerjük neveiket, de semmi többet nem tudunk meg róluk, és később sem bukkannak fel.
2. Borsa I. Tamás fiai: Borsa Loránd (Roland, Loránt), István, Jakab, Vak László, Benedek és III. János voltak.
- Borsa Loránd  (Roland vagy Loránt, * 1279?) — 1284-ben erdélyi vajda, aki a Gutkeled nemzetségbeli Joakim leányát vette feleségül. 1316 előtt született fiaik:
  - Borsa II. István,
  - Borsa IV. János
  - Borsa II. László váradi kanonok;
- Borsa I. István - 1284-ben főpohárnok, 1285-ben Szatmár vármegye főispánja. Fia:
  - Borsa III. István;
- Borsa Kopasz (Jakab) tartományúr — 1284-ben főlovászmester, 1304-ben bán, 1306-ban nádor. Fia:
  - Borsa II. Benedek (Beke, † 1316 után);
- Borsa László (Vak László,  † 1307).
- Borsa I. Benedek (Beke, † 1316 után)- 1302-ben Bihar vármegye főispánja; 1308-ban a királyné főtárnokmestere. Neje az Ákos nembeli Erne bán István fiának leánya: Anna;
- Borsa III. János, akinek 1279-ben három fiát:
  - Pétert,
  - Jánost és
  - Miklóst

említették.
A nemzetség ezen ágából leszármazott tagok magas méltóságokra emelkedtek. Főleg IV. László uralkodása alatt tettek szert nagy vagyonra. Ekkor nyerték el Szalárd és Rév helységeket — de ezeket, miként Körösszeget is Borsa Kopasz pártütése miatt Károly Róbert 1316-ban elvette tőlük, és a Borsák várai a koronára szálltak.

#### Borsa Kopasz tartományurasága

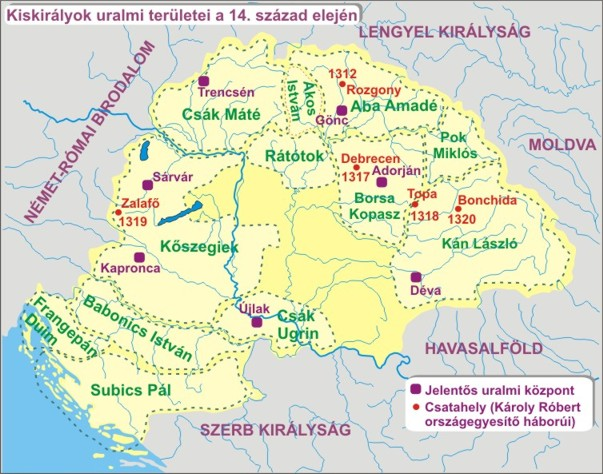
Kiskirályok uralmi területei Magyarországon a 14. század elején.

A nemzetség leghíresebb tagja Borsa Kopasz volt, aki az Árpád-ház hanyatlása idején, majd kihalása után különféle országos méltóságait kihasználva önálló tartományuraságot épített ki az ország keleti részén. A 14. század elejének trónviszályában már Ottó uralkodása idején ő volt a nádor. Ottó lemondása után Károly Róbert a korona mellé a nádort is megörökölte — sőt, hivatalban is tartotta egészen 1314-ig, és ebben az időszakban a Borsák Károly Róbert legmegbízhatóbb hívei közé számítottak. A leváltása (1314) miatt elégedetlen Kopasz azonban elfordult a királytól, és úgy tervezte, hogy  András halicsi fejedelmet, IV. Béla szépunokáját hívja meg a magyar trónra. Ehhez szövetkezni próbált az Ákos nembeli István nádor († 1315) fiaival, a zempléni Petenye fia Péterrel, Kán László erdélyi vajda fiaival, Mojs fia Mojssal, valamint természetesen Csák Mátéval és a Kőszegiekkel. A széthúzó nagyurak nem tudták koordinálni terveiket, és az 1316 végén vagy 1317 elején felkelő Borsákkal egy időben csak az Ákos-fiak lázadtak fel. A felkelők nem tudták csapataikat egyesíteni, mert a Borsák hadát Debreceni Dózsa 1317 március/áprilisának fordulóján szétverte.
A győzelmének hírére a király Bihar vármegyébe utazott. A súlyos vereség után Borsa Kopasz először Adorján várában védekezett, de a várat a királyi sereg 1317 júliusában ostrommal elfoglalta. Borsa Kopasz titkon Sólyomkő várába menekült, hívei Erdélybe szöktek. A bukott nádor kegyelemet kért és feladta magát, Károly Róbert azonban kivégeztette.
Kopaszt minden tevékenységében támogatta, azokban vele osztozott öccse, Borsa Beke. A lázadás miatt elvesztette a király kegyeit. Birtokaitól megfosztották, a későbbiekben nincs nyoma.
A Borsák ismételt pártütésük miatt 1341-ben ősi birtokaikat is elvesztették (Hazai okmt. VII. 374.).

### Kolozs megyei ág
A nemzetség Kolozs megyei ágának bölcsője Borsa. Ebből az ágból származtak:

#### Szentpáli család
- Szucsák (Kolozsvártól nyugatra) fele része Szentpály Gyulaáé, Rudolf ispán (comes) fiáé volt.

A Borsa nemzetség ezen ágából származott a Szentpály család (Szentpáli, Kolozs-szentpáli). Ennek az ágnak a 13-16. században a Kolozs megyei Szent-Pál helység volt ősi fészke.
1295-ben a Borsa (Borsay) nemzetségből származott comes (ispán) Szentpály Rudolf fia Szentpály Gyula birtoka Sásság föld fele.

#### Szucsáky család
- Szucsák másik része Istváné.

A Szucsáky család Kolozs megye kihalt régi családja. A család 1400-as évekből ismert tagjai:
Sandrinus 1465-ben kolozsmonostori convent volt.
Benedek 1482-ben Kolozs megye alispánja volt.

#### Borsay család
- Szucsák harmadik  része I. Lászlóé volt.

A (Borsai) Borsay családból származott, s Doboka megyében élt még 1298-ban Borsay György erdélyi vajda, a Doboka megyei Víz-Szilváson lakott.

### Szatmár megyei ág
A Borsay család több ága származott át más megyékbe, így Ugocsa, Szatmár és Nógrád megyébe is.
A nemzetség Szatmár megyében is feltűnt a 13. század vége felé:
1300-ban Tamás fia Beke bihari főispán, majd később királynéi tárnokmester került Szatmár megyébe, s birtokolta neje után Mérket.
1312-ben Beke már Szamosszegen is szerzett birtokot.